# ギヨーム・ブラック
ギヨーム・ブラック（Guillaume Brac、1977年5月11日 - ）は、フランスの映画監督である。

## 経歴
1977年5月11日、パリに生まれる。初の劇場公開作である『遭難者』と『女っ気なし』が、フランスでロングラン・ヒットした。藤井仁子は「ギヨーム・ブラックの登場は、たんに最近の注目すべき話題であるばかりか、この何十年というスパンでフランス映画界に絶えて久しかった事件であると少しの迷いもなく断言する」と述べた。2013年、初の長編映画『やさしい人』を手がけた。

## フィルモグラフィー

### 長編映画
- やさしい人 Tonnerre （2013年） - 監督・脚本
- 7月の物語 Contes de juillet （2017年） - 監督・脚本
- 宝島 L'Île au trésor （2018年） - 監督

### 短編映画
- 遭難者 Le Naufragé （2009年） - 監督・脚本・製作
- 女っ気なし Un monde sans femmes （2011年） - 監督・脚本・製作
- 勇者たちの休息 Le Repos des braves （2016年） - 監督